# Приволжское муниципальное образование (Ровенский район)
Приволжское муниципальное образование — сельское поселение в Ровенском районе Саратовской области Российской Федерации.
Административный центр — село Приволжское.

## История
Статус и границы сельского поселения установлены Законом Саратовской области от 29 декабря 2004 года № 115-ЗСО «О муниципальных образованиях, входящих в состав Ровенского муниципального района».

## Население
| 2010  | 2011  | 2012  | 2013  | 2014  | 2015  | 2016  |
| ----- | ----- | ----- | ----- | ----- | ----- | ----- |
| 2053  | ↗2058 | ↘2042 | ↘2041 | ↗2068 | ↗2087 | ↗2112 |
| 2017  | 2018  | 2019  | 2020  | 2021  |       |       |
| ↗2114 | ↗2137 | ↗2142 | ↘2109 | ↘1928 |       |       |

## Состав сельского поселения
| № | Населённый пункт | Тип населённого пункта       | Население |
| - | ---------------- | ---------------------------- | --------- |
| 1 | Приволжское      | село, административный центр | ↘1577     |
| 2 | Яблоновка        | село                         | ↗476      |